# Protesterna i Wisconsin 2011

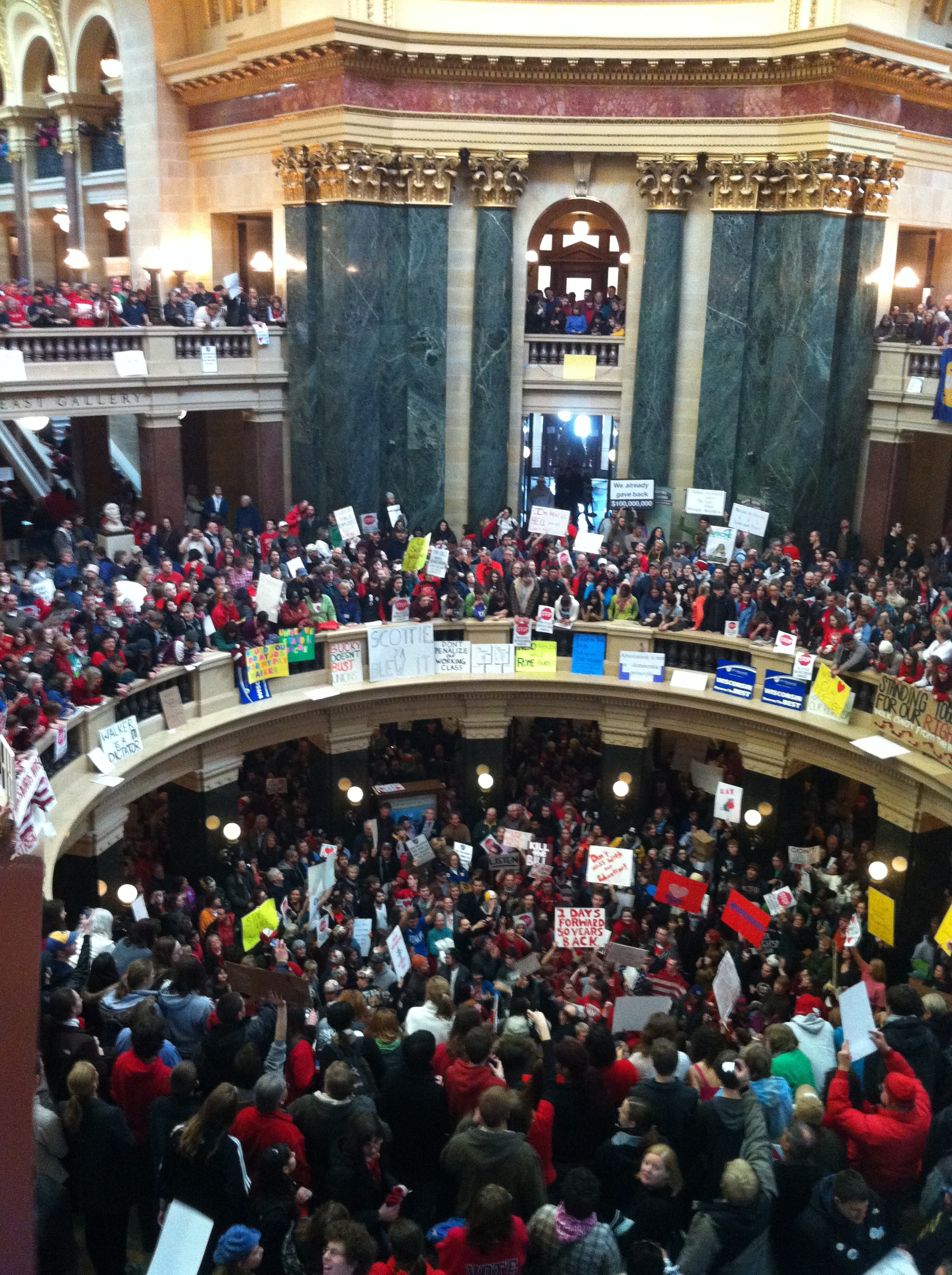
Tusentals demonstranter samlade i Wisconsin State Capitol den 16 februari 2011.

Protesterna i Wisconsin 2011 var en serie demonstrationer i den amerikanska delstaten Wisconsin med början i februari 2011. Protesterna var riktade mot propositionen Wisconsin Budget Repair Bill, vilken bland annat innebar inskränkningar av offentliganställdas rätt att förhandla om kollektivavtal. Vid sin höjdpunkt samlade demonstrationerna så många som 100 000 deltagare. Centrum för demonstrationerna var Wisconsin State Capitol i Madison, men mindre samlingar förekom över hela delstaten. 
Förutom demonstrationer förekom andra försök att stoppa lagen. De demokratiska ledamöterna av Wisconsins senat fördröjde omröstningen genom att i flera veckor lämna delstaten och genom revokation avsattes två av de republikanska senatorerna, vilket dock inte räckte för att bryta den republikanska majoriteten.
Demonstrationerna upphörde i princip i juni 2011 efter att förslaget röstats igenom. Därefter har dock försök att få lagen upphävd i domstol gjorts. Dessutom pågår en kampanj för att avsätta guvernören Scott Walker genom recall.